# جان هوغ
يناير هوغ (بالإنجليزية: Jan Hoag)‏ هي ممثلة أمريكية، ولدت في 19 سبتمبر 1948 ببورتلاند في الولايات المتحدة.

## أعمال

### أفلام
- (2000) الطفل[3][4]
- (2007) إيفان الكبير[5]
- (2010) أسرع[6]
- (2014) بري[7][8]

### مسلسلات
- بنات غيلمور
- خطوة بخطوة
- ذا ميدل
- ربات بيوت يائسات
- رجال ماد
- كولمبو

## وصلات خارجية
- جان هوغ على موقع IMDb (الإنجليزية)
- جان هوغ على موقع ألو سيني (الفرنسية)
- جان هوغ على موقع أول موفي (الإنجليزية)
- جان هوغ على موقع قاعدة بيانات الأفلام السويدية (السويدية)
- جان هوغ على موقع قاعدة بيانات الفيلم (الإنجليزية)
- جان هوغ على موقع كينوبويسك (الروسية)